# Opera di Chicago

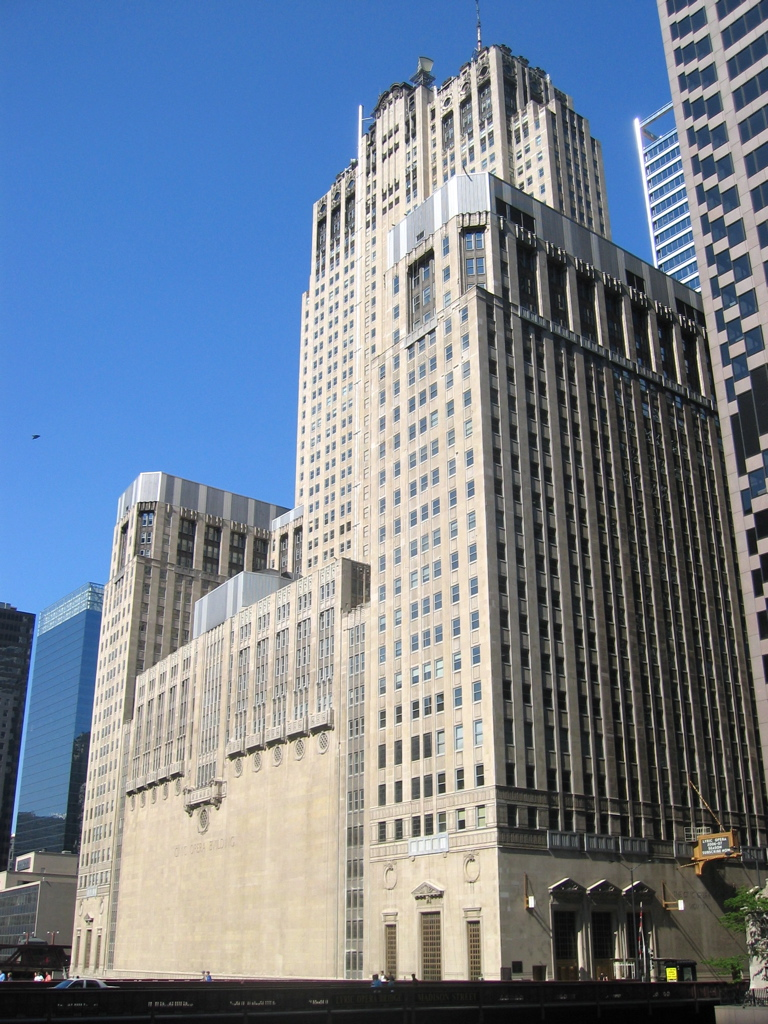
Esterno della Civic Opera House

L'Opera di Chicago (in inglese: Lyric Opera of Chicago) è una delle più importanti compagnie d'opera degli Stati Uniti. Venne fondata a Chicago nel 1954, con il nome di Lyric Theatre of Chicago da Carol Fox, Nicola Rescigno e Lawrence Kelly, con una stagione che prevedeva il debutto di Maria Callas negli Stati Uniti nella Norma di Vincenzo Bellini. Dal 1956 la compagnia prese il nome odierno.

## Gli inizi dell'opera a Chicago
La prima opera lirica ad essere rappresentata a Chicago fu La sonnambula di Vincenzo Bellini il 29 luglio 1850. 
Il 10 dicembre 1889 avviene l'inaugurazione dell'Auditorium Theatre da 4 200 posti con Romeo e Giulietta di Gounod.
Fu soltanto nel 1910 comunque che si fece il primo tentativo di creare una compagnia stabile dell'opera a Chicago, senza tuttavia che alcuna di esse riuscisse a radicarsi in modo permanente. Così negli anni si succedettero:
- la Chicago Grand Opera Company (1910-15) con cinque stagioni all'Auditorium Theatre di Chicago;
- la Chicago Opera Association (1915-21) con sette stagioni sempre all'Auditorium Theatre di Chicago. Nel 1920 avviene la prima assoluta di Edipo re (Leoncavallo) diretta da Gino Marinuzzi (1882-1945) con Titta Ruffo e nel 1921 di L'amore delle tre melarance;
- la Chicago Civic Opera (1922-31) con sette stagioni all'Auditorium Theater (1922-28) (nel 1925 avviene la prima assoluta di Namiko San di Alberto Franchetti con Tamaki Miura e di A Light from St. Agnes di William Franke Harling) e tre alla nuova Civic Opera House da 3 593 posti che viene inaugurato il 4 novembre con Aida con Rosa Raisa 1929 (1929-31);
- la Chicago Grand Opera Company (1933-35);
- la Chicago City Opera Company (1935-39);
- e la Chicago Opera Company (1940-46).

Per i successivi otto anni, tra il 1946 e il 1954, non ci fu alcuna compagnia stabile dell'opera a Chicago.

## La Lyric Opera of Chicago e i suoi direttori

### La direzione di Carol Fox (1954-1980)
Nel 1954, grazie all'iniziativa di Carol Fox, Nicola Rescigno e Lawrence Kelly, si forma il Lyric Theatre of Chicago (che diventerà dal 1956: la Lyric Opera of Chicago). La prima stagione si apre subito nel 1954 con un grande avvenimento, portando Maria Callas al debutto negli Stati Uniti con Norma, la prima delle tante apparizioni della Callas a Chicago.
La prima stagione, di otto opere, del 1954 non era il frutto di un lungo apprendistato in produzione d'opera. Carol Fox, prima donna impresario d'opera negli Stati Uniti, parlava correntemente italiano e francese, aveva studiato per molti anni canto con due anni di intenso lavoro in Italia. Poi si rese conto che il canto non sarebbe stato il suo futuro e decise all'età di 28 anni, che avrebbe portato i migliori artisti del mondo nella sua città natale, Chicago.
Con il suo impegno e la sua straordinaria forza di persuasione Carol Fox riusciì a portare a Chicago importanti artisti come Luciano Pavarotti (56 recite in 7 diversi ruoli), Tito Gobbi, Eleanor Steber, Jussi Bjoerling, Carlo Bergonzi, Birgit Nilsson, Renata Tebaldi, Giuseppe Di Stefano, Giulietta Simionato, Richard Tucker, Boris Christoff, Eileen Farrell, Dorothy Kirsten, Leonie Rysanek, Leontyne Price, Elisabeth Schwarzkopf, Geraint Evans, Mirella Freni, Nicolai Ghiaurov, Alfredo Kraus, Renata Scotto, Robert Merrill, Joan Sutherland, Christa Ludwig, Jon Vickers, Marilyn Horne, Grace Bumbry, Montserrat Caballé, Tatiana Troyanos, Sherrill Milnes, Plácido Domingo, Felicia Weathers e José Carreras. Anche Anna Moffo scelse il Lyric per il suo debutto statunitense e così il ballerino Rudolph Nureyev che fece il suo debutto negli Stati Uniti, proprio a Chicago. Fra le altre etoile che danzarono al Lyric si ricordano Vera Zorina, Alicia Markova, Erik Bruhn e Maria Tallchief. Il coreografo George Balanchine creò delle coreografie per il teatro di Chicago. Fra gli altri collaboratori importanti si ricordano il direttore artistico Pino Donati, il direttore d'orchestra principale Bruno Bartoletti ed altri direttori come Tullio Serafin, Dimitri Mitropoulos e Artur Rodziński. Christoph von Dohnányi e Sir Georg Solti scelsero il Lyric per il loro debutto statunitense e Franco Zeffirelli firmò diverse regie.
Il successo di Carol Fox può essere misurato in una sola statistica per quanto riguarda il cartellone della Civic Opera House. Nel 1954, la stagione si sviluppò su tre settimane che al termine del suo mandato erano divenuti già mesi.
A causa della sua malattia e del suo rifiuto di abbassare il livello artistico del teatro, nonostante la grave situazione finanziaria dello stesso, nel 1980 vennero chieste le sue dimissioni che ella rassegnò prontamente. Carol Fox morì pochi mesi più tardi. Su di lei, Saul Bellow scrisse nel 1979: "la signora Fox sarà ricordata, insieme a Jane Addams di Hull House e Harriet Monroe della rivista Poesia, come una delle più grandi donne di Chicago".

### La direzione di Ardis Krainik (1981-1996)
Carol Fox venne sostituita dal suo assistente manager di lunga data, Ardis Krainik. Krainik aveva lavorato nella compagnia fin dalla sua fondazione come cantante sostituta e corista, e quindi nell'amministrazione. In pochi mesi riuscì a risollevare la situazione economica fallimento del teatro. Il suo senso degli affari, la visione artistica e il calore personale contribuirono a stabilire il Lirico di Chicago come una delle compagnie d'opera più importanti del mondo, capace di attirare i più importanti cantanti, direttori di orchestra, registi, e designers, a livello internazionale. Keinik rimase direttore della Compagnia fino alla sua morte nel 1997.

### La direzione di William Mason (1997-2010)
William Mason è stato il terzo direttore generale del Lyric dal 1997 fino al suo pensionamento nel 2011. Mason lavorò per la prima volta al Lyric come membro del coro dei bambini (1954-1956) e come solista ragazzo-soprano, cantando il ruolo del pastorello nelle produzioni liriche della Tosca del 1954 e 1956. Dal 1962 ha lavorato nella compagnia come direttore delle operazioni artistiche e di produzione, prima di prendere la direzione generale dell'Ente.

### La direzione di Anthony Freud (2011-)
A differenza dei suoi predecessori, i quali avevano tutti una lunga esperienza di lavoro all'interno del Lyric di Chicago, Freud viene dall'esperienza di direttore di altre importanti compagnie come la Welsh National Opera (1994-2005) e la Houston Grand Opera (2006-2011).

## I direttori artistici della compagnia
Nicola Rescigno, cofondatore della compagnia, ne è stato il primo direttore d'orchestra principale dal 1954 al 1956. A lui è succeduto Pino Donati dal 1958 al 1975.
Bruno Bartoletti, già codirettore con Pino Donati nel 1964-75), è stato il direttore artistico della compagnia dal 1975 al 1999.
Sir Andrew Davis (direttore d'orchestra) è dal settembre 2000 l'attuale direttore artistico e il direttore d'orchestra principale della compagnia.